# Peter Alliss
Peter Alliss, född 28 februari 1931 i Berlin, Tyskland, död 5 december 2020 i Hindhead i Surrey, var en brittisk (engelsk) golfspelare, TV-kommentator, författare och golfbanearkitekt.
Alliss slutade skolan vid 14 års ålder och började sin professionella golfkarriär 1947 när han var 16 år. Under de 27 år han spelade golf vann han tre British PGA Championships, spelade i åtta Ryder Cup-lag och i tio lag där han representerade England i World Cup. Han vann 23 tävlingar och var den som gav Sean Connery golftips inför inspelningen av Goldfinger. Hans tävlingskarriär var nästan över när PGA European Tour formellt bildades 1972, men han ställde upp i några tävlingar under tourens tidiga år och hans sista tävling var 1975.
Alliss var kapten för Professional Golfers Association två gånger, ordförande i British Greenkeepers Association och han var den förste ordföranden i European Womens Professional Golfers Association.  Han har arbetat som kommentator för BBC, ABC, Australian Broadcasting Corporation och Canadian Broadcasting Corporation. I Storbritannien är han mest känd som golfkommentator. Han har varit programledare för 140 tv-program om och med golfproffs, programledare för Around with Alliss och har för närvarande huvudrollen i A Golfer's Travels som sänds över hela världen.
Alliss har skrivit 20 böcker och den senaste är Golf Heroes och han har även skrivit artiklar i Golf International och Golf World Magazine.
Alliss arbetar även med banarkitektur. Hans första samarbete var tillsammans med David Thomas och de har tillsammans designat över 50 banor inklusive The Belfry vilken är hemmabana för Professional Golfers Association. The Belfry har arrangerat Ryder Cup flera gånger. Senare inledde han ett samarbete med Clive Clark och de har tillsammans designat ytterligare 22 banor.
I juli 2005 hedrades han av University of St Andrews, kort före The Open Championship, med en hedersdoktorshatt i juridik.